# Héctor Tambasco
Héctor Horacio Tambasco (Mataderos, 16 de junio de 1940-San Cristóbal, 30 de junio de 2016), más conocido como El rey, fue un futbolista argentino que jugaba en la demarcación de centrocampista.

## Biografía
Empezó a jugar en equipos de su país natal, como el Sacachispas FC en 1959. Posteriormente pasaría a formar parte del Racing Club, donde jugaría un partido. Ya en el Argentinos Juniors, en 1962, empezó a despuntar como futbolista tras jugar 20 partidos y anotar tres goles en la liga argentina. Tras un breve paso por el CA Nueva Chicago y el CD Palestino de Chile, finalmente recaló en el Comunicaciones FC de Guatemala en la temporada 1970. Ganó con el club guatemalteco dos ligas, siendo además el máximo goleador en 1971, con 14 goles.
Falleció el 30 de junio de 2016, a los 76 años de edad.

## Clubes
| Club               | País      | Año         | Partidos | Goles |
| ------------------ | --------- | ----------- | -------- | ----- |
| Sacachispas FC     | Argentina | 1959 - 1960 |          |       |
| Racing Club        | Argentina | 1960 - 1961 | 1        | 0     |
| Argentinos Juniors | Argentina | 1962 - 1963 | 20       | 3     |
| CA Nueva Chicago   | Argentina | 1964 - 1966 |          | 7     |
| CD Palestino       | Chile     | 1967 - 1969 |          |       |
| Comunicaciones FC  | Guatemala | 1970 - 1973 |          |       |

## Palmarés

### Campeonatos nacionales
| Título                               | Club              | País      | Año  |
| ------------------------------------ | ----------------- | --------- | ---- |
| Liga Nacional de Fútbol de Guatemala | Comunicaciones FC | Guatemala | 1971 |
| Liga Nacional de Fútbol de Guatemala | Comunicaciones FC | Guatemala | 1972 |

### Campeonatos internacionales
| Título                           | Club              | País      | Año  |
| -------------------------------- | ----------------- | --------- | ---- |
| Copa Fraternidad Centroamericana | Comunicaciones FC | Guatemala | 1971 |

### Distinciones individuales
| Título                                                     | Club              | País      | Año  |
| ---------------------------------------------------------- | ----------------- | --------- | ---- |
| Máximo goleador de la Liga Nacional de Fútbol de Guatemala | Comunicaciones FC | Guatemala | 1971 |